# Décès en 1034
Décès
- 1030
- 1031
- 1032
- 1033
- 1034
- 1035
- 1036
- 1037
- 1038

Cette page dresse une liste de personnalités mortes au cours de l'année 1034 :
- 22 février : Havoise de Normandie, princesse du duché de Normandie.
- 11 avril : Romain III Argyre, empereur byzantin assassiné sur ordre de son épouse Zoé.
- 10 mai : Mieszko II Lambert de Pologne est assassiné.
- 21 mai : Ezzo de Lotharingie, comte palatin de Lotharingie.
- 31 octobre : Deokjong, 9e roi de Goryeo.
- 9 novembre : Ulrich de Bohême[1].
- 19 novembre : Thierry Ier de Lusace, margrave de Lusace.
- 25 novembre : Malcolm II d'Écosse[2].
- 8 décembre : Æthelric, évêque de Dorchester.

- Amlaíb mac Sitriuc, prince Hiberno-Gaël  issu de la dynastie du royaume de Dublin.
- Adémar de Chabannes,  moine, chroniqueur et compositeur français, de l'abbaye Saint-Martial de Limoges.
- Mieszko II de Pologne, roi et duc de Pologne.

date incertaine (1033/1034)
- Ulrich de Bohême, duc de Bohême.

## Crédit d'auteurs
- Cet article est partiellement ou en totalité issu de l'article intitulé « 1034 » (voir la liste des auteurs).